# Paul Costea
Paul Costeluș Costea (Cluj-Napoca, 2 marzo 1999) è un calciatore rumeno, centrocampista del Türk Garching.

## Caratteristiche tecniche
È un esterno sinistro.

## Carriera
Cresciuto nell'Universitatea Cluj, nel 2017 viene acquistato dal Gaz Metan Mediaș che lo aggrega al proprio settore giovanile; debutta fra i professionisti il 23 luglio 2018 in occasione dell'incontro di Liga I vinto 2-1 contro il Concordia Chiajna.

## Statistiche
Statistiche aggiornate al 19 maggio 2021.

### Presenze e reti nei club
| Stagione        | Squadra          | Campionato      | Campionato | Campionato | Coppe nazionali | Coppe nazionali | Coppe nazionali | Coppe continentali | Coppe continentali | Coppe continentali | Altre coppe | Altre coppe | Altre coppe | Totale | Totale | Totale |
| Stagione        | Squadra          | Comp            | Pres       | Reti       | Comp            | Pres            | Reti            | Comp               | Pres               | Reti               | Comp        | Pres        | Reti        | Pres   | Reti   |        |
| --------------- | ---------------- | --------------- | ---------- | ---------- | --------------- | --------------- | --------------- | ------------------ | ------------------ | ------------------ | ----------- | ----------- | ----------- | ------ | ------ | ------ |
| 2018-2019       | Gaz Metan Mediaș | L1              | 5          | 0          | CR              | 1               | 0               |                    | -                  | -                  |             | -           | -           | 6      | 0      |        |
| 2019-2020       | Gaz Metan Mediaș | L1              | 3          | 0          | CR              | 1               | 0               |                    | -                  | -                  |             | -           | -           | 4      | 0      |        |
| 2020-2021       | Gaz Metan Mediaș | L1              | 17         | 0          | CR              | 1               | 0               |                    | -                  | -                  |             | -           | -           | 18     | 0      |        |
| Totale carriera | Totale carriera  | Totale carriera | 25         | 0          |                 | 3               | 0               |                    | -                  | -                  |             | -           | -           | 28     | 0      |        |